# Balta francquii
Balta francquii es una especie de cucaracha del género Balta, familia Ectobiidae.

## Distribución
Esta especie se encuentra en República Democrática del Congo.